# Yvonne van Vlerken
Yvonne van Vlerken, née le 5 novembre 1978 à Nederlek, est une triathlète et duathlète professionnelle néerlandaise. Multiple vainqueur sur compétitions Ironman et Ironman 70.3. Championne du monde de duathlon longue distance en 2006 et championne d'Europe de triathlon longue distance en 2017.

## Biographie

### Jeunesse
Yvonne van Vlerken est la fille d'un joueur de football et commence le sport en jouant au football pour l’équipe de Hollande du sud. Elle fait des études et est diplômée d'une école d'entrainement physique et de thérapie des sports. Elle travaille pendant plusieurs années dans sa ville natale avant de devenir professionnelle dans le triathlon.

### Carrière en triathlon
En 2008 elle établit un nouveau record sur distance Ironman en 8 h 45 min 48 s lors du Challenge Roth. Ce record est battu l'année suivante par la Britannique Chrissie Wellington qui le réduit de 13 minutes et 49 secondes. Elle détient pendant un an les deux records sur distance Ironman et Ironman 70.3. En octobre de la même année à Kailua-Kona, Yvonne finit deuxième du championnat du monde d'Ironman derrière encore sa grande rivale Chrissie Wellington. Après 2007 et 2008, elle remporte pour la troisième fois le Challenge Roth en 2015, devant l'Australienne Carrie Lester et l'Allemande Anja Beranek. Deux années plus tard à Amsterdam, elle devient championne d'Europe longue distance devant sa compatriote Sarissa De Vries.

### Vie privée
Depuis 2013, Yvonne van Vlerken vit en couple avec le triathlète allemand Per Bittner,.

## Palmarès
Le tableau présente les résultats les plus significatifs (podium) obtenus sur le circuit international de triathlon depuis 2006,.
| Année | Compétition                                       | Pays             | Position      | Temps           |
| ----- | ------------------------------------------------- | ---------------- | ------------- | --------------- |
| 2019  | Championnat d'Europe longue distance              | Pays-Bas         | Médaille d'or | 8 h 56 min 10 s |
| 2019  | Ironman Maastricht-Limburg                        | Pays-Bas         | Médaille d'or | 9 h 34 min 55 s |
| 2018  | Challenge Kanchanaburi                            | Thaïlande        | Médaille d'or | 3 h 40 min 2 s  |
| 2018  | Challenge Wanaka                                  | Nouvelle-Zélande | Médaille d'or | 9 h 26 min 50 s |
| 2018  | Challenge Riccione                                | Italie           | Médaille d'or | 4 h 37 min 18 s |
| 2018  | Challenge Gran Canaria                            | Espagne          | Médaille d'or | 4 h 38 min 41 s |
| 2017  | Championnat d'Europe longue distance              | Pays-Bas         | Médaille d'or | 8 h 51 min 13 s |
| 2017  | Ironman Barcelone                                 | Espagne          | Médaille d'or | 8 h 46 min 18 s |
| 2017  | Challenge Wanaka                                  | Nouvelle-Zélande | Médaille d'or | 9 h 15 min 44 s |
| 2016  | Challenge Rimini                                  | Italie           | Médaille d'or | 4 h 40 min 54 s |
| 2016  | Challenge Wanaka                                  | Nouvelle-Zélande | Médaille d'or | 9 h 26 min 50 s |
| 2016  | Challenge Aruba                                   | Aruba            | Médaille d'or | 4 h 27 min 3 s  |
| 2016  | Challenge Finlande                                | Finlande         | Médaille d'or | 4 h 14 min 7 s  |
| 2015  | Ironman Pays-Bas                                  | Pays-Bas         | Médaille d'or | 9 h 39 min 24 s |
| 2015  | Ironman Barcelone                                 | Espagne          | Médaille d'or | 8 h 46 min 44 s |
| 2015  | Challenge Roth                                    | Allemagne        | Médaille d'or | 8 h 50 min 53 s |
| 2015  | Challenge Batemans Bay                            | Australie        | Médaille d'or | 4 h 25 min 47 s |
| 2014  | Ironman Floride                                   | États-Unis       | Médaille d'or | 8 h 1 min 47 s  |
| 2014  | Ironman 70.3 Rügen                                | Allemagne        |               | 4 h 20 min 20 s |
| 2014  | Challenge Walchsee-Kaiserwinkl                    | Autriche         |               | 4 h 25 min 53 s |
| 2013  | Ironman Floride                                   | États-Unis       |               | 8 h 43 min 7 s  |
| 2013  | Challenge Walchsee-Kaiserwinkl                    | Autriche         |               | 4 h 19 min 13 s |
| 2013  | Challenge Kraichgau                               | Allemagne        |               | 4 h 26 min 35 s |
| 2012  | Ironman Floride                                   | États-Unis       |               | 8 h 51 min 35 s |
| 2011  | Challenge Walchsee-Kaiserwinkl                    | Autriche         |               | 4 h 25 min 11 s |
| 2010  | Ironman Mexique                                   | Mexique          |               | 9 h 7 min 8 s   |
| 2010  | Championnat du monde longue distance              | Allemagne        |               | 7 h 7 min 4 s   |
| 2010  | Championnat d'Europe Ironman 70.3                 | Allemagne        |               | 4 h 41 min 52 s |
| 2010  | Ironman 70.3 Autriche                             | Autriche         |               | 4 h 18 min 56 s |
| 2010  | Challenge Walchsee-Kaiserwinkl                    | Autriche         |               | 4 h 25 min 8 s  |
| 2009  | Ironman Mexique                                   | Mexique          |               | 9 h 6 min 58 s  |
| 2009  | Championnat d'Europe Ironman 70.3                 | Allemagne        |               | 4 h 42 min 46 s |
| 2008  | Championnat du monde longue distance              | Pays-Bas         |               | 6 h 31 min 56 s |
| 2008  | Challenge Roth                                    | Allemagne        |               | 8 h 45 min 48 s |
| 2008  | Ironman - Championnat du monde à Kailua-Kona      | États-Unis       |               | 9 h 21 min 20 s |
| 2008  | Ironman 70.3 Autriche                             | Autriche         |               | 4 h 22 min 43 s |
| 2007  | Challenge Roth                                    | Allemagne        |               | 8 h 51 min 55 s |
| 2006  | Championnats du monde de duathlon longue distance | Danemark         |               | 4 h 4 min 0 s   |